# La Seine à Courbevoie
La Seine à Courbevoie est un tableau de Georges Seurat peint en 1885. Il fait partie du mouvement impressionniste.